# Società Sportiva Calcio Napoli 2012-2013
Questa voce raccoglie le informazioni riguardanti la Società Sportiva Calcio Napoli nelle competizioni ufficiali della stagione 2012-2013.

## Stagione
La stagione 2012-2013 del Napoli è stata la 67ª in Serie A e la 71ª complessiva in massima serie. Il club partenopeo, inoltre, ha partecipato per la 15ª volta alla UEFA Europa League (la seconda dopo il cambio di formato e denominazione avvenuto nel 2009) e per la 25ª volta a una competizione europea.
Svolto il consueto ritiro estivo a Dimaro, la stagione è aperta dalla sconfitta in Supercoppa italiana contro la Juventus: a Pechino, gli azzurri vengono sconfitti per 4-2 ai supplementari. In segno di protesta contro l'arbitraggio di Paolo Mazzoleni, la squadra non partecipa alla premiazione e annuncia il silenzio stampa: il comportamento viene punito dalla Procura Federale con ammende, per 20.000 euro alla società e per 25.000 euro al presidente Aurelio De Laurentiis.

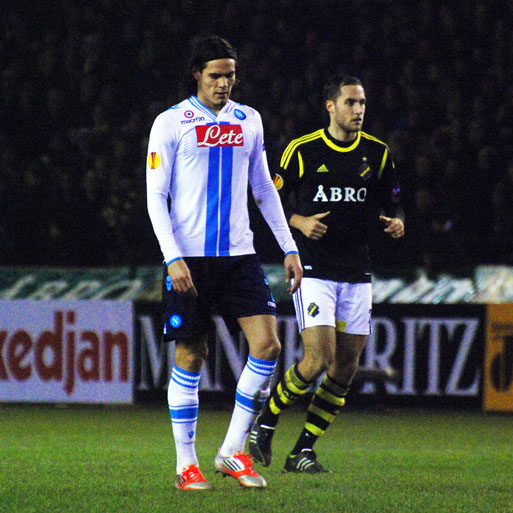
L'uruguaiano Edinson Cavani, miglior marcatore stagionale del Napoli, è nell'occasione autore della sua più prolifica annata sottoporta con 38 gol fra campionato e coppe.

In campionato il Napoli si classifica secondo, a −9 dalla Juventus: con 78 punti, il club stabilisce il suo primato per la massima serie. Edinson Cavani è capocannoniere con 29 reti: in precedenza, l'unico giocatore del Napoli ad aver vinto la classifica marcatori era stato Diego Armando Maradona nel 1987-88. Durante la stagione, l'attaccante uruguaiano taglia i traguardi del centesimo gol in Serie A e con la squadra.
Il percorso in Europa League, iniziato dai gironi anziché dai play-off grazie alla vittoria della Coppa Italia, si rivela essere difficile. Pescato nel girone F assieme agli ucraini del Dnipro, gli olandesi del PSV e gli svedesi dell'AIK Solna, il Napoli ottiene 9 punti con 3 vittorie e altrettante sconfitte, passando il turno al secondo posto con una giornata d'anticipo grazie all'1-2 in Svezia, ma esce ai sedicesimi di finale contro il Viktoria Plzeň perdendo con il punteggio complessivo di 5-0 (0-3 al San Paolo, 2-0 in Repubblica Ceca).

## Divise e sponsor
La Macron, fornitrice del materiale tecnico, rinnova il contratto con il club azzurro per ulteriori tre anni. Anche quest'anno sono due gli sponsor che compaiono sulle divise partenopee: al marchio Acqua Lete, partner ufficiale degli azzurri per l'ottavo anno consecutivo, si affianca per la seconda stagione di fila quello di MSC Crociere (solo per le gare di campionato).
La divisa principale è costituita da una maglia di colore azzurro, calzoncini bianchi con inserti azzurri sull'orlo e calzettoni azzurri. La divisa da trasferta è composta da una maglia blu con inserti azzurri sui fianchi, con pantaloncini e calzettoni blu. La terza divisa, infine, è costituita da una maglia bianca con una doppia striscia verticale azzurra al centro, con pantaloncini azzurri e calzettoni bianchi.
Per le gare della UEFA Europa League è presente solo lo sponsor Lete, in quanto nelle competizioni continentali è permesso avere un solo sponsor sulla maglia.
| Casa | Trasferta | Terza divisa | 1ª Portiere | 2ª Portiere | 3ª Portiere |

## Organigramma societario
Dal sito ufficiale del Napoli.
Area direttiva
- Presidente: Aurelio De Laurentiis
- Vicepresidenti: Jacqueline Marie Baudit ed Edoardo De Laurentiis
- Consigliere: Valentina De Laurentiis
- Consigliere Delegato: Andrea Chiavelli

Area comunicazione
- Responsabile Area Comunicazione: Nicola Lombardo
- Addetto Stampa: Guido Baldari

Area marketing
- Direzione commerciale e marketing: Alessandro Formisano

Area organizzativa
- Segretario: Alberto Vallefuoco
- Team manager: Giuseppe Santoro

Area tecnica
- Direttore Sportivo: Riccardo Bigon
- Responsabile settore scouting: Maurizio Micheli
- Coordinatore settore scouting: Marco Zunino
- Capo Osservatori: Leonardo Mantovani
- Allenatore: Walter Mazzarri
- Allenatore in 2ª: Nicolò Frustalupi
- Collaboratore tecnico: Enzo Concina
- Preparatori atletici: Giuseppe Pondrelli e Corrado Saccone
- Preparatore dei portieri: Nunzio Papale

Area sanitaria
- Settore sanitario: Dott. Alfonso De Nicola
- Fisiatra: Dott. Enrico D'Andrea
- Medico dello sport: Dott. Raffaele Canonico
- Fisioterapisti: Giovanni D'Avino e Agostino Santaniello
- Riabilitatore: Rosario D'Onofrio
- Massaggiatore: Marco Di Lullo

## Rosa
Rosa e numerazione aggiornate al 31 gennaio 2013.
| N. |                       | Ruolo | Calciatore          |
| -- | --------------------- | ----- | ------------------- |
| 1  | Italia (bandiera)     | P     | Morgan De Sanctis   |
| 2  | Italia (bandiera)     | D     | Gianluca Grava      |
| 3  | Brasile (bandiera)    | D     | Bruno Uvini         |
| 4  | Italia (bandiera)     | C     | Marco Donadel       |
| 5  | Uruguay (bandiera)    | D     | Miguel Ángel Britos |
| 6  | Italia (bandiera)     | D     | Salvatore Aronica   |
| 6  | Portogallo (bandiera) | D     | Rolando             |
| 7  | Uruguay (bandiera)    | A     | Edinson Cavani      |
| 8  | Italia (bandiera)     | C     | Andrea Dossena      |
| 9  | Cile (bandiera)       | A     | Eduardo Vargas      |
| 9  | Italia (bandiera)     | A     | Emanuele Calaiò     |
| 11 | Italia (bandiera)     | C     | Christian Maggio    |
| 13 | Marocco (bandiera)    | C     | Omar El Kaddouri    |
| 14 | Argentina (bandiera)  | D     | Hugo Campagnaro     |
| 15 | Italia (bandiera)     | P     | Roberto Colombo     |
| 16 | Italia (bandiera)     | D     | Giandomenico Mesto  |

| N. |                               | Ruolo | Calciatore                 |
| -- | ----------------------------- | ----- | -------------------------- |
| 17 | Slovacchia (bandiera)         | C     | Marek Hamšík               |
| 18 | Colombia (bandiera)           | C     | Juan Camilo Zúñiga         |
| 19 | Macedonia del Nord (bandiera) | A     | Goran Pandev               |
| 20 | Svizzera (bandiera)           | C     | Blerim Džemaili            |
| 21 | Argentina (bandiera)          | D     | Federico Fernández         |
| 22 | Italia (bandiera)             | P     | Antonio Rosati             |
| 23 | Uruguay (bandiera)            | C     | Walter Gargano             |
| 24 | Italia (bandiera)             | A     | Lorenzo Insigne            |
| 25 | Croazia (bandiera)            | C     | Josip Radošević            |
| 27 | Colombia (bandiera)           | C     | Pablo Armero               |
| 28 | Italia (bandiera)             | D     | Paolo Cannavaro (capitano) |
| 42 | Italia (bandiera)             | A     | Roberto Insigne            |
| 55 | Italia (bandiera)             | D     | Alessandro Gamberini       |
| 85 | Svizzera (bandiera)           | C     | Valon Behrami              |
| 88 | Svizzera (bandiera)           | C     | Gökhan Inler               |
| 99 | Italia (bandiera)             | D     | Leandro Rinaudo            |

## Calciomercato
Il mercato estivo si apre con gli acquisti di Alessandro Gamberini e Valon Behrami dalla Fiorentina: il primo a rafforzare la difesa, il secondo a rendere più grezzo e fisico il centrocampo azzurro. In difesa inoltre si registrano le cessioni di Ignacio Fideleff e Fabiano Santacroce al Parma: il primo in prestito con diritto di riscatto, il secondo con la formula della compartecipazione. Sul fronte cessioni vanno via a centrocampo Walter Gargano, in prestito destinazione Inter, e in attacco Ezequiel Lavezzi viene ceduto a titolo definitivo al Paris Saint-Germain.
A centrocampo si registrano gli acquisti di Giandomenico Mesto a titolo definitivo dal Genoa, al fine di rafforzare la fascia destra, e del giovane di belle speranze Omar El Kaddouri dal Brescia. In attacco, oltre alla riconferma di Goran Pandev dall'Inter, rientra dal prestito il gioiellino Lorenzo Insigne dal Pescara, mentre si svincola per fine carriera Cristiano Lucarelli. Nelle battute finali del calciomercato viene acquistato il giovane difensore brasiliano Bruno Uvini dal San Paolo.

### Sessione estiva(dall'1/7 al 31/8)
| Acquisti         | Acquisti             | Acquisti             | Acquisti                        |
| R.               | Nome                 | da                   | Modalità                        |
| ---------------- | -------------------- | -------------------- | ------------------------------- |
| D                | Alessandro Gamberini | Fiorentina           | definitivo                      |
| D                | Leandro Rinaudo      | Novara               | fine prestito                   |
| D                | Bruno Uvini          | San Paolo            | definitivo                      |
| C                | Valon Behrami        | Fiorentina           | definitivo (7,25 milioni €)     |
| C                | Omar El Kaddouri     | Brescia              | compartecipazione (2 milioni €) |
| C                | Giandomenico Mesto   | Genoa                | definitivo                      |
| A                | Lorenzo Insigne      | Pescara              | fine prestito                   |
| Altre operazioni |                      |                      |                                 |
| R.               | Nome                 | da                   | Modalità                        |
| C                | Davide Bariti        | Vicenza              | risol. compartecipazione        |
| C                | Jacopo Dezi          | Giulianova           | risol. compartecipazione        |
| C                | Mario Santana        | Cesena               | fine prestito                   |
| C                | Luigi Vitale         | Bologna              | fine prestito                   |
| A                | Cristian Chávez      | San Lorenzo          | fine prestito                   |
| A                | Nicolao Dumitru      | Empoli               | rinnovo compartecipazione       |
| A                | Goran Pandev         | Inter                | definitivo (7,5 milioni €)      |
| A                | Eduardo Vargas       | Universidad de Chile | riscatto cartellino             |

| Cessioni         | Cessioni               | Cessioni              | Cessioni                                          |
| R.               | Nome                   | a                     | Modalità                                          |
| ---------------- | ---------------------- | --------------------- | ------------------------------------------------- |
| D                | Ignacio Fideleff       | Parma                 | prestito con diritto di riscatto (0,2 milioni €)  |
| C                | Walter Gargano         | Inter                 | prestito con diritto di riscatto (1,25 milioni €) |
| C                | Massimiliano Ammendola |                       | svincolato                                        |
| A                | Ezequiel Lavezzi       | Paris Saint-Germain   | definitivo (28,94milioni €)                       |
| A                | Cristiano Lucarelli    | Parma                 | fine prestito                                     |
| Altre operazioni |                        |                       |                                                   |
| R.               | Nome                   | a                     | Modalità                                          |
| P                | Raffaele Esposito      | Aversa Normanna       | prestito                                          |
| P                | Luigi Sepe             | Pisa                  | rinnovo prestito                                  |
| D                | Daniele Donnarumma     | Como                  | prestito                                          |
| D                | Walter Guerra          | Viareggio             | prestito                                          |
| D                | Armando Izzo           | Avellino              | rinnovo compartecipazione                         |
| D                | Fabiano Santacroce     | Parma                 | riscatto compartecipazione (0,9 milioni €)        |
| C                | Davide Bariti          | Avellino              | prestito                                          |
| C                | Luca Cigarini          | Atalanta              | rinnovo prestito                                  |
| C                | Jacopo Dezi            | Barletta              | prestito                                          |
| C                | Vincenzo Gatto         | Aversa Normanna       | compartecipazione                                 |
| C                | Crescenzo Liccardo     | Viareggio             | prestito                                          |
| C                | Raffaele Maiello       | Crotone               | rinnovo prestito                                  |
| C                | Daniele Mannini        | Siena                 | rinnovo compartecipazione                         |
| C                | Mario Santana          | Torino                | prestito con diritto di riscatto (0,3 milioni €)  |
| C                | Luigi Vitale           | Ternana               | prestito con diritto di riscatto                  |
| A                | Cristian Chávez        | Almirante Brown       | prestito                                          |
| A                | Camillo Ciano          | Crotone               | rinnovo prestito                                  |
| A                | Alessandro De Vena     | Viareggio             | compartecipazione (0,1 milioni €)                 |
| A                | Nicolao Dumitru        | Ternana               | prestito                                          |
| A                | Erwin Hoffer           | Eintracht Francoforte | rinnovo prestito                                  |

### Sessione invernale(dal 3/1 al 31/1)
| Acquisti         | Acquisti         | Acquisti       | Acquisti                         |
| R.               | Nome             | da             | Modalità                         |
| ---------------- | ---------------- | -------------- | -------------------------------- |
| D                | Rolando          | Porto          | prestito con diritto di riscatto |
| C                | Pablo Armero     | Udinese        | prestito con diritto di riscatto |
| C                | Josip Radošević  | Hajduk Spalato | prestito con diritto di riscatto |
| A                | Emanuele Calaiò  | Siena          | prestito con diritto di riscatto |
| Altre operazioni |                  |                |                                  |
| R.               | Nome             | da             | Modalità                         |
| D                | Ignacio Fideleff | Parma          | risoluzione prestito             |
| C                | Andrea Mazzarani | Udinese        | compartecipazione (1 milioni €)  |
| A                | Nicolao Dumitru  | Ternana        | risoluzione prestito             |
| A                | Miguel Medina    | Udinese        | compartecipazione (1 milioni €)  |

| Cessioni         | Cessioni           | Cessioni         | Cessioni                         |
| R.               | Nome               | a                | Modalità                         |
| ---------------- | ------------------ | ---------------- | -------------------------------- |
| D                | Salvatore Aronica  | Palermo          | definitivo                       |
| D                | Federico Fernández | Getafe           | prestito                         |
| D                | Bruno Uvini        | Siena            | prestito                         |
| C                | Andrea Dossena     | Palermo          | prestito con diritto di riscatto |
| A                | Eduardo Vargas     | Grêmio           | prestito                         |
| Altre operazioni |                    |                  |                                  |
| R.               | Nome               | a                | Modalità                         |
| D                | Ignacio Fideleff   | Maccabi Tel Aviv | prestito                         |
| C                | Andrea Mazzarani   | Modena           | prestito                         |
| A                | Nicolao Dumitru    | Cittadella       | prestito                         |
| A                | Miguel Medina      | Udinese          | prestito                         |

## Risultati

### Serie A

#### Girone di andata
| Arbitro: | Orsato (Schio) |

|  |           |                                    |
|  | Marcatori | 45+3’ Hamšík 79’ Maggio 88’ Cavani |

| Arbitro: | Damato (Barletta) |

|                         |           |             |
| Hamšík 55’ Džemaili 75’ | Marcatori | 87’ Jovetić |

| Arbitro: | Gervasoni (Mantova) |

|                                            |           |            |
| Cavani 3’ (rig.) Pandev 39’ L. Insigne 77’ | Marcatori | 44’ Parolo |

| Catania 23 settembre 2012, ore 15:00 CEST 4ª giornata | Catania           | 0 – 0 referto | Napoli | Stadio Angelo Massimino (13 808 spett.)\| Arbitro: \| Bergonzi (Genova) \| |
| Arbitro:                                              | Bergonzi (Genova) |               |        |                                                                            |

| Arbitro: | Banti (Livorno) |

|                      |           |  |
| Cavani 19’, 31’, 64’ | Marcatori |  |

| Arbitro: | Tagliavento (Terni) |

|  |           |                   |
|  | Marcatori | 67’ (rig.) Cavani |

| Arbitro: | Doveri (Roma) |

|                         |           |           |
| Hamšík 30’ Pandev 45+1’ | Marcatori | 43’ Pinzi |

| Arbitro: | Damato (Barletta) |

|                       |           |  |
| Cáceres 80’ Pogba 82’ | Marcatori |  |

| Arbitro: | Celi (Bari) |

|            |           |  |
| Hamšík 58’ | Marcatori |  |

| Arbitro: | Orsato (Schio) |

|             |           |  |
| Carmona 19’ | Marcatori |  |

| Arbitro: | Valeri (Roma) |

|           |           |               |
| Cavani 6’ | Marcatori | 90+1’ Sansone |

| Arbitro: | Rizzoli (Bologna) |

|                             |           |                                                  |
| Immobile 23’ Bertolacci 55’ | Marcatori | 54’ Mesto 79’ Cavani 90’ Hamšík 90+4’ L. Insigne |

| Arbitro: | Bergonzi (Genova) |

|                         |           |                      |
| Inler 4’ L. Insigne 30’ | Marcatori | 44’, 82’ El Shaarawy |

| Arbitro: | Giannoccaro (Lecce) |

|  |           |            |
|  | Marcatori | 73’ Hamšík |

| Arbitro: | Peruzzo (Schio) |

|                                                 |           |               |
| Inler 9’, 78’ Hamšík 15’ Cavani 58’ (rig.), 63’ | Marcatori | 18’ Bjarnason |

| Arbitro: | Rizzoli (Bologna) |

|                      |           |            |
| Guarín 8’ Milito 39’ | Marcatori | 54’ Cavani |

| Arbitro: | Valeri (Roma) |

|                          |           |                                       |
| Gamberini 50’ Cavani 70’ | Marcatori | 10’ Gabbiadini 86’ Kone 89’ Portanova |

| Arbitro: | De Marco (Chiavari) |

|  |           |                              |
|  | Marcatori | 86’ Maggio 90’ (rig.) Cavani |

| Arbitro: | Tagliavento (Terni) |

|                                |           |             |
| Cavani 4’, 48’, 70’ Maggio 90’ | Marcatori | 72’ Osvaldo |

#### Girone di ritorno
| Arbitro: | Gervasoni (Mantova) |

|                                     |           |  |
| Maggio 30’ Inler 34’ L. Insigne 72’ | Marcatori |  |

| Arbitro: | Bergonzi (Genova) |

|               |           |            |
| Roncaglia 33’ | Marcatori | 42’ Cavani |

| Arbitro: | Rocchi (Firenze) |

|                         |           |                       |
| P. Cannavaro 74’ (aut.) | Marcatori | 20’ Hamšík 85’ Cavani |

| Arbitro: | Calvarese (Teramo) |

|                             |           |  |
| Hamšík 31’ P. Cannavaro 44’ | Marcatori |  |

| Arbitro: | Orsato (Schio) |

|              |           |                |
| Floccari 11’ | Marcatori | 87’ Campagnaro |

| Napoli 17 febbraio 2013, ore 15:00 CET 25ª giornata | Napoli        | 0 – 0 referto | Sampdoria | Stadio San Paolo (41 734 spett.)\| Arbitro: \| Doveri (Roma) \| |
| Arbitro:                                            | Doveri (Roma) |               |           |                                                                 |

| Udine 25 febbraio 2013, ore 19:00 CET 26ª giornata | Udinese           | 0 – 0 referto | Napoli | Stadio Friuli (16 219 spett.)\| Arbitro: \| Damato (Barletta) \| |
| Arbitro:                                           | Damato (Barletta) |               |        |                                                                  |

| Arbitro: | Orsato (Schio) |

|           |           |               |
| Inler 43’ | Marcatori | 10’ Chiellini |

| Arbitro: | Rocchi (Firenze) |

|                       |           |  |
| Dramé 12’ Théréau 43’ | Marcatori |  |

| Arbitro: | Valeri (Roma) |

|                                  |           |                                   |
| Cavani 4’ (rig.), 65’ Pandev 81’ | Marcatori | 31’ (aut.) P. Cannavaro 73’ Denis |

| Arbitro: | Giannoccaro (Lecce) |

|                                                |           |                                        |
| Barreto 30’ Jonathas 74’ (rig.) Meggiorini 78’ | Marcatori | 10’, 47’, 80’ Džemaili 84’, 90’ Cavani |

| Arbitro: | Banti (Livorno) |

|                         |           |  |
| Pandev 18’ Džemaili 29’ | Marcatori |  |

| Arbitro: | Rocchi (Firenze) |

|             |           |            |
| Flamini 29’ | Marcatori | 33’ Pandev |

| Arbitro: | De Marco (Chiavari) |

|                                               |           |                    |
| Astori 48’ (aut.) Cavani 64’ L. Insigne 90+4’ | Marcatori | 18’ Ibarbo 71’ Sau |

| Arbitro: | Romeo (Verona) |

|  |           |                                   |
|  | Marcatori | 46’ Inler 58’ Pandev 81’ Džemaili |

| Arbitro: | Giannoccaro (Lecce) |

|                            |           |                    |
| Cavani 3’, 33’ (rig.), 78’ | Marcatori | 23’ (rig.) Álvarez |

| Arbitro: | Massa (Imperia) |

|  |           |                                           |
|  | Marcatori | 53’ Hamšík 63’ (rig.) Cavani 67’ Džemaili |

| Arbitro: | Giacomelli (Trieste) |

|                         |           |            |
| Cavani 73’ Hamšík 90+3’ | Marcatori | 36’ Grillo |

| Arbitro: | Banti (Livorno) |

|                          |           |            |
| Marquinho 47’ Destro 58’ | Marcatori | 84’ Cavani |

### Coppa Italia

#### Fase finale
| Arbitro: | Doveri (Roma) |

|            |           |                         |
| Cavani 12’ | Marcatori | 38’ Pasquato 90+1’ Kone |

### UEFA Europa League

#### Fase a gironi
| Arbitro: | Turpin |

|                                    |           |  |
| Vargas 6’, 46’, 69’ Džemaili 90+1’ | Marcatori |  |

| Arbitro: | Tudor |

|                                  |           |  |
| Lens 19’ Mertens 41’ Marcelo 52’ | Marcatori |  |

| Arbitro: | Göçek |

|                                       |           |                   |
| Fedec'kyj 2’ Matheus 42’ Giuliano 64’ | Marcatori | 75’ (rig.) Cavani |

| Arbitro: | Yefet |

|                            |           |                           |
| Cavani 7’, 77’, 88’, 90+3’ | Marcatori | 34’ Fedec'kyj 52’ Zozulja |

| Arbitro: | Haţegan |

|                |           |                                  |
| Daníelsson 35’ | Marcatori | 20’ Džemaili 90+3’ (rig.) Cavani |

| Arbitro: | Dean |

|            |           |                      |
| Cavani 18’ | Marcatori | 30’, 41’, 60’ Matavž |

#### Fase a eliminazione diretta
| Arbitro: | van Boekel |

|  |           |                                  |
|  | Marcatori | 28’ Darida 79’ Rajtoral 90’ Tecl |

| Arbitro: | Kassai |

|                      |           |  |
| Kovařík 51’ Tecl 74’ | Marcatori |  |

### Supercoppa italiana
| Arbitro: | Mazzoleni (Bergamo) |

|                                                             |           |                       |
| Asamoah 37’ Vidal 74’ (rig.) Maggio 97’ (aut.) Vučinić 101’ | Marcatori | 27’ Cavani 41’ Pandev |

## Statistiche finali

### Statistiche di squadra
| Competizione        | Punti | In casa | In casa | In casa | In casa | In casa | In casa | In trasferta | In trasferta | In trasferta | In trasferta | In trasferta | In trasferta | Totale | Totale | Totale | Totale | Totale | Totale | DR  |
| Competizione        | Punti | G       | V       | N       | P       | Gf      | Gs      | G            | V            | N            | P            | Gf           | Gs           | G      | V      | N      | P      | Gf     | Gs     | DR  |
| ------------------- | ----- | ------- | ------- | ------- | ------- | ------- | ------- | ------------ | ------------ | ------------ | ------------ | ------------ | ------------ | ------ | ------ | ------ | ------ | ------ | ------ | --- |
| Serie A             | 78    | 19      | 14      | 4       | 1       | 44      | 18      | 19           | 9            | 5            | 5            | 29           | 18           | 38     | 23     | 9      | 6      | 73     | 36     | +37 |
| Coppa Italia        | -     | 1       | 0       | 0       | 1       | 1       | 2       | -            | -            | -            | -            | -            | -            | 1      | 0      | 0      | 1      | 1      | 2      | -1  |
| UEFA Europa League  | 9     | 4       | 2       | 0       | 2       | 9       | 8       | 4            | 1            | 0            | 3            | 3            | 9            | 8      | 3      | 0      | 5      | 12     | 17     | -5  |
| Supercoppa italiana | -     | -       | -       | -       | -       | -       | -       | -            | -            | -            | -            | -            | -            | 1      | 0      | 0      | 1      | 2      | 4      | -2  |
| Totale              | -     | 24      | 16      | 4       | 4       | 54      | 28      | 22           | 10           | 5            | 8            | 32           | 27           | 48     | 26     | 9      | 13     | 88     | 59     | +29 |

### Andamento in campionato
| Giornata  | 1 | 2 | 3 | 4 | 5 | 6 | 7 | 8 | 9 | 10 | 11 | 12 | 13 | 14 | 15 | 16 | 17 | 18 | 19 | 20 | 21 | 22 | 23 | 24 | 25 | 26 | 27 | 28 | 29 | 30 | 31 | 32 | 33 | 34 | 35 | 36 | 37 | 38 |
| --------- | - | - | - | - | - | - | - | - | - | -- | -- | -- | -- | -- | -- | -- | -- | -- | -- | -- | -- | -- | -- | -- | -- | -- | -- | -- | -- | -- | -- | -- | -- | -- | -- | -- | -- | -- |
| Luogo     | T | C | C | T | C | T | C | T | C | T  | C  | T  | C  | T  | C  | T  | C  | T  | C  | C  | T  | T  | C  | T  | C  | T  | C  | T  | C  | T  | C  | T  | C  | T  | C  | T  | C  | T  |
| Risultato | V | V | V | N | V | V | V | P | V | P  | N  | V  | N  | V  | V  | P  | P  | V  | V  | V  | N  | V  | V  | N  | N  | N  | N  | P  | V  | V  | V  | N  | V  | V  | V  | V  | V  | P  |
| Posizione | 2 | 2 | 2 | 2 | 2 | 2 | 2 | 2 | 2 | 3  | 3  | 3  | 4  | 2  | 2  | 3  | 3  | 2  | 2  | 2  | 2  | 2  | 2  | 2  | 2  | 2  | 2  | 2  | 2  | 2  | 2  | 2  | 2  | 2  | 2  | 2  | 2  | 2  |

Fonte:  Serie A – Classifiche, su sport.sky.it, Sky Sport. URL consultato il 6 febbraio 2014 (archiviato dall'url originale l'11 settembre 2014).
Legenda:

Luogo: C = Casa; T = Trasferta. Risultato: V = Vittoria; N = Pareggio; P = Sconfitta.

### Statistiche dei giocatori
| Giocatore      | Serie A  | Serie A | Serie A     | Serie A    | Coppa Italia | Coppa Italia | Coppa Italia | Coppa Italia | Europa League | Europa League | Europa League | Europa League | Supercoppa italiana | Supercoppa italiana | Supercoppa italiana | Supercoppa italiana | Totale   | Totale | Totale      | Totale     |
| Giocatore      | Presenze | Reti    | Ammonizioni | Espulsioni | Presenze     | Reti         | Ammonizioni  | Espulsioni   | Presenze      | Reti          | Ammonizioni   | Espulsioni    | Presenze            | Reti                | Ammonizioni         | Espulsioni          | Presenze | Reti   | Ammonizioni | Espulsioni |
| -------------- | -------- | ------- | ----------- | ---------- | ------------ | ------------ | ------------ | ------------ | ------------- | ------------- | ------------- | ------------- | ------------------- | ------------------- | ------------------- | ------------------- | -------- | ------ | ----------- | ---------- |
| P. Armero      | 15       | 0       | 2           | 0          | -            | -            | -            | -            | -             | -             | -             | -             | -                   | -                   | -                   | -                   | 15       | 0      | 2           | 0          |
| S. Aronica     | 5        | 0       | 2           | 0          | -            | -            | -            | -            | 5             | 0             | 1             | 1             | -                   | -                   | -                   | -                   | 10       | 0      | 3           | 1          |
| V. Behrami     | 33       | 0       | 13          | 0          | -            | -            | -            | -            | 3             | 0             | 2             | 0             | 1                   | 0                   | 1                   | 0                   | 37       | 0      | 16          | 0          |
| M. Britos      | 22       | 0       | 6           | 0          | 1            | 0            | 1            | 0            | 3             | 0             | 0             | 0             | 1                   | 0                   | 1                   | 0                   | 27       | 0      | 8           | 0          |
| E. Calaiò      | 6        | 0       | 0           | 0          | -            | -            | -            | -            | 2             | 0             | 0             | 0             | -                   | -                   | -                   | -                   | 8        | 0      | 0           | 0          |
| H. Campagnaro  | 28       | 1       | 8           | 0          | 1            | 0            | 0            | 0            | 1             | 0             | 1             | 0             | 1                   | 0                   | 0                   | 0                   | 31       | 1      | 9           | 0          |
| P. Cannavaro   | 32       | 1       | 8           | 0          | -            | -            | -            | -            | 2             | 0             | 1             | 0             | 1                   | 0                   | 1                   | 0                   | 35       | 1      | 10          | 0          |
| E. Cavani      | 34       | 29      | 7           | 0          | 1            | 1            | 0            | 0            | 7             | 7             | 3             | 0             | 1                   | 1                   | 1                   | 0                   | 43       | 38     | 11          | 0          |
| R. Colombo     | -        | -       | -           | -          | -            | -            | -            | -            | -             | -             | -             | -             | -                   | -                   | -                   | -                   | -        | -      | -           | -          |
| M. De Sanctis  | 34       | -28     | 4           | 0          | 1            | -2           | 0            | 0            | 2             | -5            | 0             | 0             | 1                   | -4                  | 0                   | 0                   | 38       | -39    | 4           | 0          |
| M. Donadel     | 4        | 0       | 0           | 0          | 1            | 0            | 0            | 0            | 8             | 0             | 3             | 0             | -                   | -                   | -                   | -                   | 13       | 0      | 3           | 0          |
| A. Dossena     | 7        | 0       | 1           | 0          | 1            | 0            | 0            | 0            | 6             | 0             | 1             | 0             | 1                   | 0                   | 0                   | 0                   | 15       | 0      | 2           | 0          |
| B. Džemaili    | 34       | 7       | 8           | 0          | -            | -            | -            | -            | 7             | 2             | 1             | 0             | -                   | -                   | -                   | -                   | 41       | 9      | 9           | 0          |
| O. El Kaddouri | 7        | 0       | 0           | 0          | 1            | 0            | 0            | 0            | 4             | 0             | 1             | 0             | -                   | -                   | -                   | -                   | 12       | 0      | 1           | 0          |
| F. Fernández   | 2        | 0       | 0           | 0          | 1            | 0            | 1            | 0            | 5             | 0             | 3             | 0             | 1                   | 0                   | 0                   | 0                   | 9        | 0      | 4           | 0          |
| A. Gamberini   | 25       | 1       | 3           | 0          | -            | -            | -            | -            | 5             | 0             | 1             | 0             | -                   | -                   | -                   | -                   | 30       | 1      | 4           | 0          |
| W. Gargano     | -        | -       | -           | -          | -            | -            | -            | -            | -             | -             | -             | -             | 1                   | 0                   | 0                   | 0                   | 1        | 0      | 0           | 0          |
| G. Grava       | 2        | 0       | 1           | 0          | -            | -            | -            | -            | -             | -             | -             | -             | -                   | -                   | -                   | -                   | 2        | 0      | 1           | 0          |
| M. Hamšík      | 38       | 11      | 2           | 0          | 1            | 0            | 0            | 0            | 4             | 0             | 0             | 1             | 1                   | 0                   | 0                   | 0                   | 44       | 11     | 2           | 1          |
| G. Inler       | 31       | 6       | 7           | 0          | 1            | 0            | 1            | 0            | 6             | 0             | 2             | 0             | 1                   | 0                   | 0                   | 0                   | 39       | 6      | 10          | 0          |
| L. Insigne     | 37       | 5       | 4           | 0          | 1            | 0            | 0            | 0            | 5             | 0             | 0             | 0             | -                   | -                   | -                   | -                   | 43       | 5      | 4           | 0          |
| R. Insigne     | 1        | 0       | 0           | 0          | -            | -            | -            | -            | 1             | 0             | 0             | 0             | -                   | -                   | -                   | -                   | 2        | 0      | 0           | 0          |
| C. Maggio      | 31       | 4       | 3           | 0          | -            | -            | -            | -            | 3             | 0             | 1             | 0             | 1                   | 0                   | 0                   | 0                   | 35       | 4      | 4           | 0          |
| G. Mesto       | 16       | 1       | 1           | 0          | 1            | 0            | 0            | 0            | 6             | 0             | 1             | 0             | -                   | -                   | -                   | -                   | 23       | 1      | 2           | 0          |
| G. Pandev      | 33       | 6       | 3           | 0          | 1            | 0            | 0            | 0            | 6             | 0             | 1             | 0             | 1                   | 1                   | 0                   | 1                   | 41       | 7      | 4           | 1          |
| J. Radošević   | -        | -       | -           | -          | -            | -            | -            | -            | -             | -             | -             | -             | -                   | -                   | -                   | -                   | -        | -      | -           | -          |
| L. Rinaudo     | -        | -       | -           | -          | -            | -            | -            | -            | -             | -             | -             | -             | -                   | -                   | -                   | -                   | -        | -      | -           | -          |
| Rolando        | 7        | 0       | 1           | 0          | -            | -            | -            | -            | 2             | 0             | 1             | 0             | -                   | -                   | -                   | -                   | 9        | 0      | 2           | 0          |
| A. Rosati      | 4        | -8      | 0           | 0          | -            | -            | -            | -            | 6             | -12           | 0             | 0             | -                   | -                   | -                   | -                   | 10       | -20    | 0           | 0          |
| B. Uvini       | -        | -       | -           | -          | -            | -            | -            | -            | 1             | 0             | 0             | 0             | -                   | -                   | -                   | -                   | 1        | 0      | 0           | 0          |
| E. Vargas      | 9        | 0       | 3           | 0          | -            | -            | -            | -            | 6             | 3             | 0             | 0             | -                   | -                   | -                   | -                   | 15       | 3      | 3           | 0          |
| J. Zúñiga      | 32       | 0       | 3           | 0          | 1            | 0            | 0            | 0            | 6             | 0             | 0             | 0             | 1                   | 0                   | 0                   | 1                   | 40       | 0      | 3           | 1          |

## Giovanili

### Organigramma societario
Area direttiva
- Responsabile: Francesco Barresi

Area tecnica
- Allenatore Primavera: Giampaolo Saurini
- Allenatore Berretti: Felice Mollo
- Allenatore Allievi Nazionali: Nicola Liguori
- Allenatore Giovanissimi Nazionali: Ciro Muro

### Piazzamenti
- Primavera:
  - Campionato: 4º posto nel girone C. Quarti di finale dei play-off.
  - Coppa Italia: Finalista
  - Torneo di Viareggio: Ottavi di finale[57]
- Berretti:
  - Campionato: ?
- Allievi Nazionali:
  - Campionato: ?
  - Torneo Città di Arco: Semifinalista
  - Trofeo "Nereo Rocco": ?
  - Memorial "Renato Curi": ?
- Giovanissimi Nazionali:
  - Campionato: ?
  - Viareggio junior Cup: ?